# Jimmy Durano
Jimmy Durano, pseudonimo di Julio Machado (Blumenau, 18 settembre 1986) è un attore pornografico brasiliano naturalizzato statunitense.

## Biografia
Nato e cresciuto in Brasile in una famiglia di origini italiane e portoghesi, studia disegno industriale nel suo Paese e successivamente si trasferisce a Seattle dove completa gli studi in graphic design. Dopo aver lavorato come grafico di giorno e go-go boy di notte, decide di intraprendere la carriera di attore pornografico.
Dopo aver girato alcune scene per CollegeDudes247, nel febbraio 2010 firma un contratto in esclusiva con la Channel 1 Releasing di Chi Chi LaRue e debutta nel film Steven Daigle XXXposed. Successivamente lavora per altri importanti studios come Hot House Entertainment, Falcon Studios e Raging Stallion Studios, diventando un prolifico attore pornografico esclusivamente attivo.
Nel 2013 viene il premio come Performer of the Year ai Grabby Awards, venendo candidato nella medesima categoria anche negli anni successivi.
Il 22 ottobre 2013 si è sposato con Christian Owen, ex attore pornografico diventato produttore e regista per la Hot House Entertainment.

## Riconoscimenti

### Vinti
- Grabby Awards 2012 – Best Cum Scene (con Cameron Marshall e Dominic Pacifico)
- Grabby Awards 2013 – Performer of the Year (ex aequo con Trenton Ducati)
- Grabby Awards 2013 – Hottest Top
- Cybersocket Web Awards 2013 – Best Porn Star
- Grabby Awards 2018 – Wall of Fame

### Candidature
- TLA Gay Awards 2011 – Favorite Newcomer
- Grabby Awards 2011 – Best Newcomer
- Grabby Awards 2011 – Hottest Cum Scene
- Grabby Awards 2011 – Best Duo (con Roman Heart)
- Grabby Awards 2012 – Best Three Way (con Cameron Marshall e Dominic Pacifico)
- Grabby Awards 2012 – Best Three Way (con Billy Heights e Conner Maguire)
- Grabby Awards 2012 – Best Supporting Actor
- Grabby Awards 2012 – 'Best Duo (con Dean Monroe)
- Grabby Awards 2012 – 'Hottest Cock
- Grabby Awards 2012 – Best Cum Scene (con Billy Heights e Conner Maguire)
- Grabby Awards 2013 – Hottest Cock
- Grabby Awards 2013 – Best Solo
- Grabby Awards 2013 – Manly Man
- Grabby Awards 2013 – Best Duo (con Mitch Vaughn)
- Grabby Awards 2014 – Best Actor
- Grabby Awards 2014 – Hottest Top
- Grabby Awards 2014 – Performer of the Year
- Grabby Awards 2015 – Hottest Top
- Grabby Awards 2015 – Performer of the Year
- XBIZ Awards 2015 – Gay Performer of the Year